# Harada Masao
Harada Masao (jap. 原田 正夫; * 22. September 1912 in Kyōto; † 22. Januar 2000 in Yokohama) war ein japanischer Leichtathlet, der sich auf den Dreisprung spezialisiert hatte.
Haradas größter sportlicher Erfolg war der Gewinn der Silbermedaille im Dreisprung bei den Olympischen Spielen 1936 in Berlin. Mit einem Sprung auf 15,66 m im letzten Versuch sicherte er sich den zweiten Platz hinter seinem Landsmann Tajima Naoto und vor dem Australier Jack Metcalfe. Tajima hatte bereits im ersten Durchgang mit 15,76 m die Führung übernommen und sprang im vierten Versuch mit 16,00 m einen neuen Weltrekord. Metcalfe lag mit seinem Sprung auf 15,50 m aus dem ersten Versuch auf dem zweiten Platz, bevor sich Harada am Ende noch an ihm vorbeischob.
Zuvor hatte Harada bereits bei den Fernostmeisterschaften 1934 in Manila Silbermedaillen im Drei- und im Weitsprung errungen sowie eine Bronzemedaille im Weitsprung bei den Weltstudentenspielen 1935 in Budapest. Seine persönlichen Bestleistungen betrugen 7,59 m im Weitsprung (1934) und 15,73 m im Dreisprung (1939). Er war 1,77 m groß und wog zu seiner aktiven Zeit 60 kg.